# Castelo de St. Briavels
O Castelo de St. Briavels é um castelo normando em St Briavels no condado Inglês de Gloucestershire.

## Localização
O Castelo de St. Briavels está localizado em um esporão dominando uma posição acima do rio Wye,na borda oeste da Floresta de Dean. O castelo é predominantemente construído de arenito vermelho e calcário. O local do castelo é cercado por um fosso cheio; agora um jardim, o fosso foi originalmente molhado e alimentado por uma mola sob o fosso em si.